# Os-Marsillon
Os-Marsillon – miejscowość i gmina we Francji, w regionie Nowa Akwitania, w departamencie Pireneje Atlantyckie.
Według danych na rok 1990 gminę zamieszkiwały 434 osoby, a gęstość zaludnienia wynosiła 80 osób/km² (wśród 2290 gmin Akwitanii Os-Marsillon plasuje się na 763. miejscu pod względem liczby ludności, natomiast pod względem powierzchni na miejscu 1400.).